# Resurrection (East 17)
Resurrection è il quinto album della boy band inglese East 17, il primo senza Tony Mortimer e con il nuovo nome E-17. L'album fu pubblicato nel novembre del 1998.

## Tracce
1. Each Time
2. Sleeping In My Head
3. Tell Me What You Want
4. Betcha Can't Wait
5. Anything (Interlude)
6. Daddy's Gonna Love You
7. I'm Here For You
8. Ain't No Stoppin'
9. Falling In Love Again
10. Whatever You Need
11. Coming Home (Interlude)
12. I Miss You
13. Another Time
14. Lately